# حزب بینوایان
حزب بینوایان (برمه‌ای: ဆင်းရဲသား ဝံသာနု အဖွဲ့) یک حزب سیاسی در برمه (میانمار) به رهبری با ماو بود. این حزب در سال ۱۹۳۵ به منظور رقابت در انتخابات عمومی ۱۹۳۶، یکی از احزاب متعدد در دهه‌های ۱۹۲۰ و ۱۹۳۰ بود که از شورای عمومی انجمن‌های برمه بیرون آمده بود.